# Firsowo (Kraj Zabajkalski)
Firsowo (ros. Фирсово) – wieś w Rosji, w Kraju Zabajkalskim, w rejonie srietieńskim. W 2010 liczyła 475 mieszkańców.